# 后羿 (神话人物)

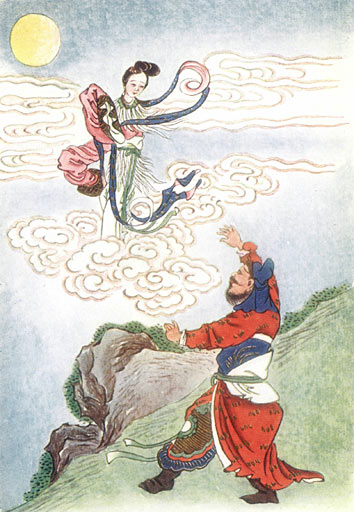
中國民間傳說嫦娥趁后羿外出，偷吃不死藥，便飛向了月宮。

羿，或稱后羿，神話傳說中的上古射日英雄，据說為尧時期人物，受天帝命令下界，並與妻子嫦娥一起降臨人間。先後射下九個金乌，並射殺猛禽惡獸，從此地上氣候適宜，萬物得以生長。民間因而奉他為「箭神」，而其事蹟傳說則被稱為“后羿射日”。
先秦記載中大多只記載羿作弓、善射，並沒有詳加區分。之後為了區別堯時的羿與夏代的有窮氏后羿，因此兩人出現區別。《尚書正義》亦認為「『羿』是善於射弓者之稱號，而非人名」載的觀點。明清時代的小說也稱射日英雄羿為后羿；《開闢衍繹通俗志傳》將射日之羿稱為平羿，而夏时的后羿为有穷氏，因善于射箭，自比平羿，而名后羿。

## 后羿射日
传说尧时，十日並出草木枯死，又有猰貐、鑿齒、九婴、大风、封豨、修蛇等惡獸四處为害，羿受堯的命令除去這幾種惡獸，又射去九日，为民除害。
唐人成玄英《莊子·秋水》疏引《山海經》云：「羿射九日，落為沃焦」。（此句今山海經本未見，應引古本）該九日當為九黎或多個部落方國的代名詞。
宋代類書《錦繡萬花谷》前集卷一引《山海經》云：「堯時十日並出，堯使羿射十日，落沃焦」。說明古本《山海經》中曾有大羿射日的故事，但在後來失落。

## 嫦娥奔月
神話傳說中，為求永世相守，后羿從西王母處求得兩顆不死藥，妻子嫦娥趁后羿外出，獨自偷吃兩顆不死藥，覺得身體輕飄飄的，慢慢地飛向月宮。她為了返回人間，便叫玉兔幫她搗藥。

## 大眾文化
受到近代中國網路小說影響，開始有以「大羿」稱呼神話人物后羿的說法，並廣泛流傳。這是因為有許多網路小說作家使用「大羿」為名（最早近代的中國神話研究者袁珂所自創）來稱呼'神話人物的后羿，以跟歷史人物的后羿做區隔，以區分兩名人物並進行衍生創作，許多讀者便以為「大羿」是出自中國古文。實際上，目前所有中國古籍只有羿、后羿或夷羿三種稱呼，未有「大羿」之稱。

## 相關
- 嫦娥
- 𱎼家人
- 常羲
- 羲和 (神氏)
- 三足烏